# 佐藤大介 (ブラインドサッカー選手)
佐藤 大介（さとう だいすけ、1984年6月17日 - ）は、日本のブラインドサッカー選手。ポジションはゴールキーパー。ブラインドサッカー日本代表。本職は保育士。
神奈川県横浜市出身。東京都立成瀬高校出身。ゴールキーパーとしての体格に恵まれず、高校卒業時にサッカーから引退し、しばらくサッカーからは離れていたが、2007年、教育実習中にテレビで見たことをきっかけに「たまハッサーズ」に連絡をとり、ブラインドサッカーを始める。2009年、日本代表に初選出。2020年東京パラリンピックと2024年パリパラリンピックでは日本代表の競技パートナーとして出場した。